# Frank R. Hamlin
Frank Rodway Hamlin  (* 1935 in Wolverhampton, England; † 2000 in Richmond, British Columbia) war ein kanadischer Romanist, Provenzalist und Onomastiker britischer Herkunft.

## Leben und Werk
Hamlin promovierte 1959 in Birmingham zum Ph.D. mit der Arbeit Le Suffixe " -acum " dans la toponymie de l’Hérault. Contribution à l’étude des noms de lieux du Languedoc (Montpellier 1959) und wurde 1963 Professor für Französisch an der University of British Columbia in Kanada. Von 1988 bis 1994 gab er die Zeitschrift Onomastica Canadiana heraus.

## Werke
- (mit Peter T. Ricketts und John Hathaway) Introduction à l’étude de l’ancien provençal. Textes d’étude, Genf 1967, 1985
- (mit André Cabrol) Les noms de lieux du département de l’Hérault. Nouveau dictionnaire topographique et étymologique, Montpellier 1983 (Prix Albert Dauzat), Nîmes 1988; u. d. T. Toponymie de l’Hérault. Dictionnaire topographique et étymologique, Montpellier 2000
- (mit Christian Camps und Jean-Claude Richard) Cartulaire de Gellone. Tables des noms de personnes et des noms de lieux, Montpellier 1994